# Mornant
Mornant este o comună în departamentul Rhône din sud-estul Franței. În 2009 avea o populație de 5.438 de locuitori.

## Evoluția populației
| An        | 1975  | 1982  | 1990  | 1999  | 2006  | 2009  |
| --------- | ----- | ----- | ----- | ----- | ----- | ----- |
| Populație | 2.730 | 3.323 | 3.900 | 4.672 | 5.229 | 5.438 |